# 알렉산드라 (영화)
알렉산드라(Aleksandra, Alexandra)는 프랑스에서 제작된 알렉산더 소쿠로프 감독의 2007년 드라마, 전쟁 영화이다. 갈리나 비슈네브스카야 등이 주연으로 출연하였다.

## 출연

### 주연
- 갈리나 비슈네브스카야
- 바실리 셰프소브

### 조연
- 알렉세이 네이미쉐브
- 예브게니 트카추크